# Списък на училища по архитектура

## Европа

### Австрия
- Виенски технически университет, Факултет по архитектура и планиране, Виена [1]

### Белгия
- Гентски университет, архитектурно инженерство [2]
- Брюкселски свободен университет, архитектурно инженерство [3]

### България
- Университет по архитектура, строителство и геодезия, София [4]

### Унгария
- Дебреценски университет, Факултет по технологии, Дебрецен

## Северна Америка

### Канада
- Университет на Британска Колумбия - Училище по архитектура, Ванкувър, Британска Колумбия [5]
- Университет Райърсън Факултет по строителство, архитектура и приложни науки, Торонто, Онтарио
- Университет Лавал, Училище по архитектура (École d'Architecture), Факултет по планиране, архитектура и визуални изкуства (Faculté d’aménagement, d’architecture et des arts visuels), Québec, Québec [6]

### САЩ
- Южнокалифорнийски университет - Училище по архитектура, Лос Анджелис, Калифорния, [7]
- Калифорнийски университет, Бъркли - Департамент по архитектура, Бъркли, Калифорния, [8]